# 1999-es amatőr ökölvívó-világbajnokság
A 10. amatőr ökölvívó-világbajnokságot 1999. augusztus 15-től augusztus 29-ig tartották Houstonban, az Amerikai Egyesült Államokban. 
A rendezvényt egy évvel a 2000-es sydney-i olimpiát megelőzően szervezte a Nemzetközi Amatőr Ökölvívó Szövetség (AIBA). 12 versenyszámban avattak világbajnokot, a küzdelmek egyenes kieséses szakaszban zajlottak, az elődöntők vesztesei bronzérmet vehettek át.
A súlycsoportok kiemelési rangsorát az AIBA 1998-as világranglistája alapján állították össze.

## Érmesek
| 1999. évi amatőr ökölvívó-világbajnokság érmesei |                                        |                                     |                                                                |
| Versenyszám                                      | Arany                                  | Ezüst                               | Bronz                                                          |
| Szupernehézsúly                                  | Sinan Şamil Sam (Törökország)          | Muhtarhan Dildabekov (Kazahsztán)   | Felix Djacsuk (Oroszország) Paolo Vidoz (Olaszország)          |
| Nehézsúly                                        | Michael Bennett (Egyesült államok)     | Félix Savón (Kuba)                  | Kevin Evans (Wales) Steffen Kretschmann Németország            |
| Félnehézsúly                                     | Michael Simms (Egyesült Államok)       | John Dovi (Franciaország)           | Alekszej Trofimov (Ukrajna) Ali Ismailov (Azerbajdzsán)        |
| Középsúly                                        | Utkirbek Haydarov (Üzbegisztán)        | Adrian Diaconu (Románia)            | Jevgenyij Kaszancev (Oroszország) Akin Kuloglu (Törökország)   |
| Nagyváltósúly                                    | Marian Simion (Románia)                | Jorge Gutiérrez (Kuba)              | Frédéric Esther (Franciaország) Jermahan Ibraimov (Kazahsztán) |
| Váltósúly                                        | Juan Hernández Sierra (Kuba)           | Timur Gajdalov (Oroszország)        | Leonard Bundu (Olaszország) Lucian Bute (Románia)              |
| Kisváltósúly                                     | Muhammadqodir Abdullayev (Üzbegisztán) | Willy Blain (Franciaország)         | Ali Ahraoui (Németország) Lukáš Konečný (Csehország)           |
| Könnyűsúly                                       | Mario Kindelán (Kuba)                  | Alekszej Sztyeponov (Oroszország)   | Gheorghe Lungu (Románia) Dimitar Stiljanov (Bulgária)          |
| Pehelysúly                                       | Rocky Juarez (Egyesült Államok)        | Tulkunbaj Turgunov (Üzbegisztán)    | Ramaz Paliani (Törökország) Ovidiu Bobirnat (Románia)          |
| Harmatsúly                                       | Raicu Crinu-Olteanu (Románia)          | Kamil Dzsamalutgyinov (Oroszország) | Benoît Gaudet (Kanada) Szacsisz Mecsijev (Fehéroroszország)    |
| Légsúly                                          | Bolat Zsumagyilov (Kazahsztán)         | Omar Andrés Narváez (Argentína)     | Waldemar Cuceranu (Románia) Andrzej Rzany (Lengyelország)      |
| Papírsúly                                        | Brian Viloria (Egyesült Államok)       | Maikro Romero (Kuba)                | Alekszander Nabandian (Oroszország) Suban Punnon (Thaiföld)    |